# Мурад Амара
Мурад Амара (араб. مراد عمارة; нар. 19 лютого 1959) — алжирський футболіст, що грав на позиції воротаря. У складі збірної — володар Кубка африканських націй.

## Клубна кар'єра
У дорослому футболі дебютував 1977 року виступами за команду клубу «Кабілія», кольори якої і захищав протягом усієї своєї кар'єри гравця, що тривала цілих шістнадцять років. За цей час Мурад з командою став семиразовим чемпіоном Алжиру, а також по два рази виграв національний кубок та Кубок африканських чемпіонів.

## Виступи за збірну
У 1980 році Мурад Амара у складі олімпійської збірної взяв участь у літніх Олімпійських іграх у Москві. На груповому етапі Амара пропустив лише два голи у трьох матчах, що дозволило збірній Алжиру випередити збірні Іспанії та Сирії і вийти в плей-оф олімпійського турніру. У чвертьфіналі Амара, як і вся збірна, нічого не зміг протиставити Югославії, пропустивши від балканців три м'ячі.
У складі національної збірної Алжиру був учасником чемпіонату світу 1982 року в Іспанії та чемпіонату світу 1986 року у Мексиці, але не зіграв на них жодного матчу. Крім того, брав участь у Кубку африканських націй 1982 року, де зайняв з командою четверте місце, та домашньому Кубку африканських націй 1990 року, здобувши того року титул континентального чемпіона.

## Титули і досягнення
- Чемпіон Алжиру: 1980, 1982, 1983, 1985, 1986, 1989, 1990
- Володар Кубка Алжиру: 1986, 1992
- Володар Кубка африканських чемпіонів: 1981, 1990
- Володар Кубка африканських націй: 1990
- Володар Афро-Азійського Кубка Націй: 1991